# Гренландска ајкула
Гренландска ајкула (Somniosus microcephalus) је рушљориба из реда Squaliformes и фамилије Somniosidae. Насељава воде Северног леденог океана и северни Атлантик. Ова ајкула је најдуговечнија савремена врста кичмењака, процене максималне старости се крећу у опсегу 392 ± 120 године.